# Teodor Szajnok

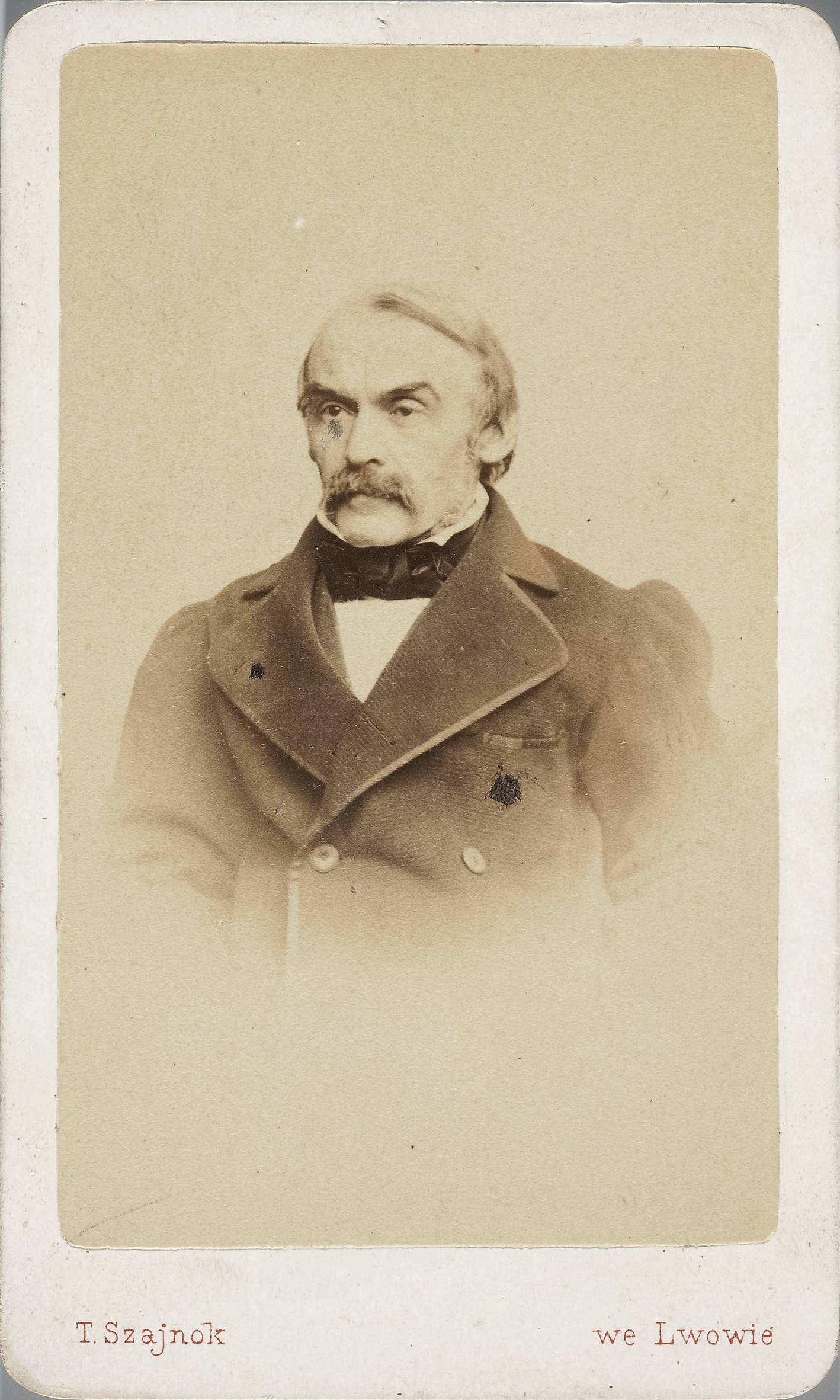
Karol Szajnocha; Foto: Teodor Szajnok

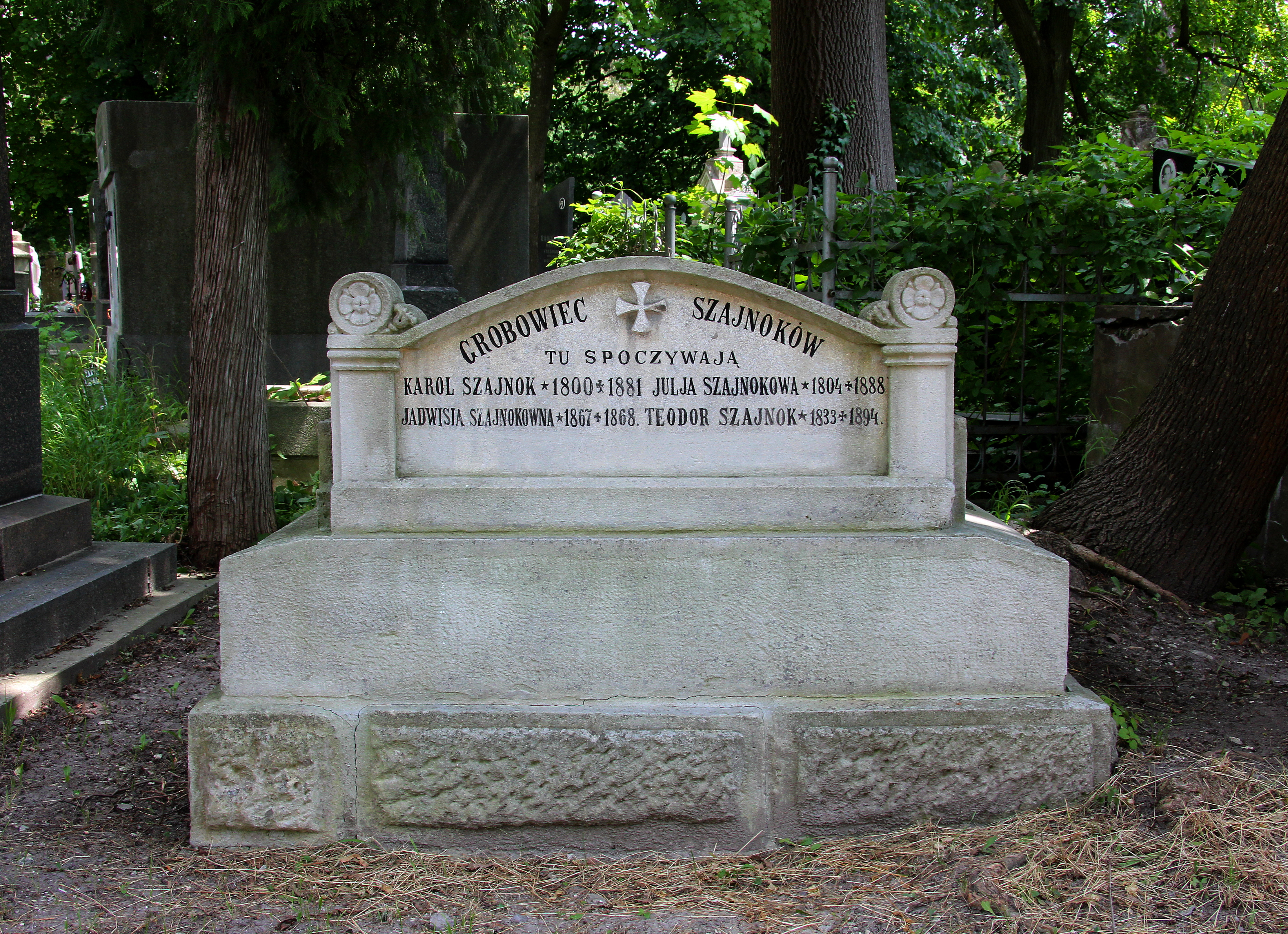
Grobowiec Szajnoków na Cmentarzu Łyczakowskim we Lwowie

Teodor Szajnok (ur. 1833, zm. 1894) – polski artysta fotograf, publicysta. Członek założyciel i wiceprezes Zarządu Klubu Miłośników Sztuki Fotograficznej we Lwowie. Autor podręcznika Przewodnik fotograficzny dla użytku fotografów zawodowych i miłośników.

## Życiorys
Teodor Szajnok związany z lwowskim środowiskiem fotograficznym – mieszkał, pracował, tworzył we Lwowie. Od 1865 roku prowadził zakład fotograficzny, przejęty po Hipolicie Chołoniewskim – zakład założony przez Chołoniewskiego w 1843 roku jako pierwszy zakład dagerotypii we Lwowie, przemianowany w 1851 na zakład fotograficzny. Miejsce szczególne w twórczości Teodora Szajnoka  zajmowała m.in. fotografia architektury, fotografia krajobrazowa, fotografia krajoznawcza oraz fotografia portretowa (m.in. uczestników powstania styczniowego). 
Był pierwszym w Polsce popularyzatorem techniki reprodukcji zdjęć metodą światłodruku (albertotypii), był autorem m.in. Albumu krasiczyńskie (1868) oraz Albumu żółkiewskie (1869) – albumów fotograficznych, ilustrowanych pierwszymi ręcznie odbijanymi światłodrukami w Polsce. 
W marcu 1891 roku Teodor Szajnok był jednym z inicjatorów oraz współzałożycielem Klub Miłośników Sztuki Fotograficznej we Lwowie, w którym od początku istnienia klubu pełnił funkcję wiceprezesa Zarządu KMSF. Od maja 1891 roku, w ramach działalności klubu – sprawował kuratelę nad sekcją artystyczną (działalnością konkursową oraz wystawienniczą). 
Fotografie Teodora Szajnoka znajdują się w zbiorach Muzeum Historii Fotografii im. Walerego Rzewuskiego w Krakowie.
Został pochowany na polu nr 57 Cmentarza Łyczakowskiego we Lwowie.

## Publikacje
- Sybir (po 1867)[8]
- Album krasiczyńskie (1868)
- Album żółkiewskie (1869)
- Przewodnik fotograficzny dla użytku fotografów zawodowych i miłośników (Berlin 1893)[4][9]

Źródło